# Gocho (productor)
José Ángel Torres Castro (Carolina, Puerto Rico, 19 de marzo de 1982), más conocido como Gocho, es un compositor, cantante y productor puertorriqueño, apodado “El Lápiz de Platino”. En el 2003, con su primer éxito como productor, “Dale Don Dale” con Don Omar, Gocho fue precursor en el movimiento del reguetón comercial.
Continuó cosechando otros éxitos como la producción de las canciones «Ven Báilalo» de Angel y Khriz y «La Tortura» de Shakira y Alejandro Sanz, colaborando en la producción de este sencillo que recibió varios Latin GRAMMYs. En su debut como intérprete, logró entrar a la lista Hot Latin Songs de Billboard con su sencillo «Dándole» junto a Omega y Jowell.
En 2023, presenta un nuevo álbum con participaciones de grandes intérpretes urbanos como Farruko, con un mensaje superior, empezando con «Solución» junto al cantante puertorriqueño Funky, lanzada el 3 de marzo.

## Biografía
José Torres proviene de una familia musical: desde su abuelo hasta su hermano, alguno ejecuta un instrumento o forma parte de un grupo, como su hermano, Luis Rafael Torres, quien pertenece a Cultura Profética.
Pero a diferencia de su familia, Gocho se escondió detrás de la luz pública, prefiriendo perseguir una carrera como médico en la Universidad de Puerto Rico, cuando de repente y sin esperárselo, terminó acompañando a su amigo Ángel (del dúo reggaetonero Ángel y Khriz) al estudio donde él iba a grabar el tema “Conmigo Tu Quieres Bailar” para el álbum Guatauba XXX, publicado en el año 2002.

## Carrera musical

### Inicios
Con tan sólo 19 años de edad, en aquel momento, se propuso entrar al negocio de la música, firmando para trabajar con el productor Manolo Guatauba. Gocho decidió producir su primer disco de “varios artistas” de reguetón, titulado “MVP”. El disco salió en diciembre de 2002 y presentó a importantes intérpretes como Zion y Lennox, Yaviah, Ángel y Khriz y Don Omar, quien interpretó el éxito Dale Don Dale, siendo la primera canción de reguetón en salir al aire en todas las estaciones de radio en Puerto Rico, no tan solo en Mix 107.7 FM, la estación de solo reguetón. El disco vendió más de 100,000 copias.

### MVP Records
Meses después, Gocho conoció, a Raúl López, y juntos fundaron la disquera MVP Records. En el 2003, produjo el álbum de Divino, Todo A Su Tiempo y Los MVP de Ángel y Khriz. Posteriormente, llegaría su trabajo más reconocido: ser el de coproducir de las versiones en pop y reguetón del éxito de Shakira junto a Alejandro Sanz, La Tortura, canción permaneció en la lista de las 100 canciones más sonadas de los Billboard desde su lanzamiento. En julio de 2005, Gocho presentó la compilación del disco Los MVP 2: The Grandslam, que debutó número cuatro en la lista Top Latin Albums de Billboard.
Trabajaría con Daddy Yankee para su disco de 2006, El cartel: The Big Boss. En diciembre de 2006, Gocho se estrena como cantante junto a sus compañeros Valentino y Mario VI, firmando como artista exclusivo de las disqueras VI Music y Machete Music. Posteriormente en 2008, fue intérprete de la canción «Na de Na», de Ángel & Khriz con John Eric, el cual tuvo un rotundo éxito. Luego de esto, afirmó que se tomaría un descanso muy necesario para recuperar el tiempo que perdió con sus hijos.

### Mi músicayMelodías de Oro(2011-2015)
El receso culminaría en 2011, cuando llegó Mi Música, su álbum debut bajo el sello independiente New Era Entertainment y Vene Music. El disco sintetiza su estilo con una fusión de reguetón y vallenato, merengue, mambo y electrónica, entre otros. «Dándole» fue su primer sencillo, en el cual, se acompaña de Jowell, del dúo Jowell & Randy y en la remezcla, con el dominicano Omega, el cual fue un éxito rotundo, entrando en la lista Hot Latin Songs de Billboard. El segundo sencillo sería «Si Te Digo La Verdad». Este tema, donde participó Wisin, logró entrar nuevamente en la lista de Billboard Hot Latin Songs. «Desde el primer beso» llegaría en 2014, un tema que cuenta con la participación de Tito El Bambino y Wisin.
En 2015, Gocho y Santana, unieron fuerzas con su trabajo en equipo al retomar este concepto con la producción Melodías de oro. En el proyecto participó Wisin, Tito el Bambino, De La Ghetto, Zion & Lennox y J Álvarez. Este álbum logró posicionarse en Latin Airplay con la canción «No me llamas», interpretada por Gocho. En ese mismo año, junto a Farruko, firmaron con Sony Music Latin.

### No soy el mismo (2017-actualidad)
En 2017, es reconocido por Broadcast Music, Inc. como compositor contemporáneo latino del año. Siguiendo los pasos de otros artistas como Héctor Delgado y Julio Ramos, José Torres se enfila en el cristianismo. Actualmente, es pastor en la iglesia Casa de Oración Pan de Vida, mientras prepara su segundo álbum como solista (el primero de contenido cristiano) titulado No soy el mismo.
En los últimos años, ha dejado de lado su labor como cantante y se ha enfocado nuevamente como escritor y productor de canciones de artistas como Ángel y Khriz, Carlos Vives, Ozuna, Rauw Alejandro, Funky, y del dúo Wisin & Yandel, por ejemplo. Sin embargo, en el año 2021 se retiraría de la música en general para dedicarse a ser pastor definitivamente.
En 2023, regresó a la música como intérprete, lanzando tres sencillos: «Solución» junto a Funky, «Hablaré» junto a Alex Zurdo, y «Gozo» como solista, sencillos de su anunciado álbum debut como cantante de música cristiana.
En el 2024 tiene una participación junto a Onell Díaz interpretando una de las canciones del álbum Transition de Frank Miami, titulada: «Nada Me Falta»

## Premios y reconocimientos
- 2017: Compositores Contemporáneos Latinos del Año - BMI
- «Na de Na» junto a John Eric y Ángel y Khriz, canción ubicada en la posición #86 como "Las mejores canciones de reggaeton de todos los tiempos" según Rolling Stone.[43]

## Discografía
- 2002: MVP
- 2005: Los MVP 2: The Grand Slam
- 2006: Los compadres: La perfecta ocasión (junto a Valentino y Mario VI)
- 2011: Mi Música [44]
- 2015: Melodías de oro (junto a Santana)
- 2025: No soy el mismo

### EP's
- 2023: No soy el mismo (Lado A)
- 2024: No soy el mismo (Lado B)
- 2024: No soy el mismo (Lado C)